# Zamišljene skupnosti
Zamišljene skupnosti: o izvoru in širjenju nacionalizma (angleško Imagined Communities: Reflections on the Origin and Spread of Nationalism) je knjiga angleško-irskega politologa Benedicta Andersona. Knjiga je zaslovela, ker uvaja popularen politični in družboslovni koncept zamišljene skupnosti. Prvič je bila objavljena leta 1983, ponovno izdana z dodatnimi poglavji leta 1991 in naknadno leta 2006.

## Nacija kot zamišljena skupnost
Anderson trdi, da je nacija družbeni konstrukt, zato gre za zamišljeno skupnost in ne za pravo skupnost. Posamezniki, ki tvorijo nacijo (tudi najmanjšo), nikoli ne bodo poznali vseh pripadnikov in jih niti srečali, zato ne gre za pravo skupnost. Ne glede na to se bodo ti neznanci prepoznali v isti naciji.